# Florence Rice
Pour les personnes ayant le même patronyme, voir Rice.
Florence Rice, née le 14 février 1907 et morte le 23 février 1974, est une actrice américaine.

## Biographie
Dès 1927, son physique de jolie blonde lui permet de faire de la figuration dans des comédies musicales de Broadway. Elle décroche ensuite un petit rôle dans la comédie She Loves Me Not en 1933. Entre 1934 et 1943, elle travaille à Hollywood et fait partie de la distribution d'une cinquantaine de films, surtout pour la MGM qui lui accorde ses rôles les plus importants. Grâce à ce studio, elle devient une des partenaires à l'écran de Robert Young, notamment dans Married Before Breakfast (1937), Trois Hommes dans la neige (1938) et Miracles à vendre (1938). Elle meurt d'un cancer du poumon à Honolulu à l’âge de 67 ans.

## Filmographie
- 1934 : Fugitive Lady (en) d'Albert S. Rogell : Ann Duncan
- 1935 : The Best Man Wins (en) d'Erle C. Kenton
- 1935 : Rivaux (Under Pressure) de Raoul Walsh : Pat Dodge
- 1935 : Carnival (en) de Walter Lang
- 1935 : Death Flies East (en) de Phil Rosen
- 1937 : Married Before Breakfast (en) de Edwin L. Marin : Kitty Brent
- 1937 : Mariage double (Double Wedding) de Richard Thorpe : Irene Agnew
- 1937 : Sous le voile de la nuit (Under Cover of Night) de George B. Seitz
- 1938 : Règlement de comptes (Fast Company) d'Edward Buzzell
- 1938 : Trois Hommes dans la neige (Paradise for Three) d'Edward Buzzell (non créditée) : Hilde Tobler
- 1938 : Amants (Sweethearts) de W. S. Van Dyke : Kay Jordan, la secrétaire
- 1939 : Miracles à vendre (Miracles for Sale) de Tod Browning : Judy Barclay
- 1939 : Trafic d'hommes (Stand up and fight)
- 1939 : Un jour au cirque (At the Circus) de Edward Buzzell : Julie Randall
- 1940 : Broadway qui danse (Broadway Melody of 1940) de Norman Taurog : Amy Blake
- 1941 : The Blonde from Singapore d'Edward Dmytryk
- 1943 : The Ghost and the Guest de William Nigh